# 全氟戊烷
全氟戊烷是一种碳氟化合物，是戊烷的全氟化合物。它是一种沸点稍高于标准温度的液体。
它具有多种生物医学应用，包括用于加压定量吸入器的推进剂和超声造影剂。